# Carl Adolf von Malmborg
Carl Adolf von Malmborg, född 4 augusti 1886 på Öringe gård, Marbäcks socken, Småland, död 22 november 1945 i Barrington, Illinois, var en svenskamerikansk ingenjör och företagare.
Carl Adolf von Malmborg var son till kaptenen Oscar von Malmborg och sonson till Johan Adolf von Malmborg. Han genomgick läroverket i Eksjö och studerade sedan vid Örebro tekniska gymnasium, varifrån han utexaminerades 1906. Samma år reste von Malmborg till USA. Där studerade han 1906–1910 vid Columbiauniversitetet och fick diplom som Mechanical engineer. Han arbetade inom turbinindustrin men övergick snart till metallbranschen. Tillsammans med svenskamerikanen Carl Molin uppfann han Dirigold och alcrobronsen, och bildade 1924 The Dirigold Corporation i Kokomo. För exploateringen av metallen i Sverige bildades 1921 AB Alcometaller. Vid sin död var von Malmborg ledare för Dirigoldföretaget i Barrington.